# Opening of the Kiel Canal
Opening of the Kiel Canal er en britisk stumfilm fra 1895 af Birt Acres.